# Maren Derlien
Maren Derlien (Hamburgo, 17 de diciembre de 1975) es una deportista alemana que compitió en remo.
Ganó dos medallas en el Campeonato Mundial de Remo, en los años 1999 y 2006, y una medalla de oro en el Campeonato Europeo de Remo de 2007.
Participó en dos Juegos Olímpicos de Verano, ocupando el quinto lugar en Atenas 2004 y el cuarto en Pekín 2008, en la prueba de dos sin timonel.

## Palmarés internacional
| Campeonato Mundial | Campeonato Mundial      | Campeonato Mundial | Campeonato Mundial |
| Año                | Lugar                   | Medalla            | Prueba             |
| ------------------ | ----------------------- | ------------------ | ------------------ |
| 1999               | St. Catharines (Canadá) | Medalla de oro     | Cuatro scull       |
| 2006               | Eton (Reino Unido)      | Medalla de plata   | Ocho con timonel   |
| Campeonato Europeo |                         |                    |                    |
| Año                | Lugar                   | Medalla            | Prueba             |
| 2007               | Poznań (Polonia)        | Medalla de oro     | Dos sin timonel    |